# Isaac M. Wise Temple
Le Isaac M. Wise Temple, anciennement dénommé le Plum Street Temple, à Cincinnati (Ohio) est une des plus anciennes synagogues des États-Unis encore en service actuellement. En 2004, la communauté se compose de 1400 familles.
La synagogue est située Plum Street en face de la cathédrale Saint-Pierre-enchainé et à côté du site de l'ancienne cathédrale épiscopale Saint-Paul, détruite en 1937.   

## Le début de la communauté juive réformée de Cincinnati
En 1840, un groupe d'immigrants juifs en provenance d'Allemagne se sépare de la communauté orthodoxe existante et forme leur propre communauté le K. K. B'nai Yeshurun. Leur premier lieu de prière est une maison particulière.  Cette communauté sera officiellement enregistrée en 1842, et nommera son premier rabbin James K. Gutheim, de "tendance véritablement libérale" en 1846. Celui-ci commence par introduire un chœur pendant l'office. 
La synagogue sur Lodge Street est dédiée le 22 septembre 1848.  
C'est en 1853 que la communauté engage le rabbin Isaac Mayer Wise comme chef spirituel, modifiant ainsi de façon considérable le cours historique de la communauté en l'ancrant fermement au mouvement du judaïsme Réformé. 
Le rabbin Wise commence la publication de la revue  "American Israelite". Il introduit des réformes dans l'office telle que l'introduction d'un chœur et d'un orgue. Il supprime les seconds jours des fêtes à l'exception de la fête de Roch Hachana et donne la permission de prier tête nue. 
En 1858, la communauté comprend 220 familles, ce qui la place par nombre, au second rang des communautés américaines. Devant cet accroissement du nombre de membres, la communauté décide de construire une nouvelle synagogue. En 1865 a lieu la pose de la première pierre du Plum Street Temple. Nécessaire depuis très longtemps, la construction d'une nouvelle synagogue avait été plusieurs fois ajournée en raison de la Guerre de Sécession.

## La construction du Plum Street Temple
Le terrain à l'intersection de la Eighth Street (Huitième rue) et de la Plum Street (rue Plum) est acheté pour la somme de 35000 dollars. Mais en raison de l'inflation post-guerre civile, la construction qui avait été budgétisée pour 55000 dollars, coûte finalement une fois érigée en 1866 la somme de 263525 dollars.
Le bâtiment est conçu par l'architecte américain James Keyes Wilson, premier président de la Section de Cincinnati de l'Institut Américain des Architectes. Le style byzantin mauresque de la synagogue reproduit le style architectural très prisé en Allemagne au XIXe siècle pour la construction des synagogues. Il remémore la période ancienne de l'Âge d'or de l'histoire juive en Espagne et reflète l'optimisme du rabbin Wise qui pensait que le développement des communautés juives américaines conduirait à un nouvel Age d'Or. En Allemagne, tous les autres exemples d'architecture de ce style ont été détruits par les nazis. Seule une autre synagogue de ce style existe à New York.   
La conception complexe du Plum Street Temple incorpore plusieurs cultures : de l'extérieur, les proportions gigantesques, les trois entrées à arches pointues et les fenêtres en rosace, suggère une église néogothique; les deux tours couronnées par des dômes rappellent les minarets de l'architecture islamique et les motifs décorant les entrées et répétés dans les rosaces et sur l'Arche Sainte, introduit le thème mauresque. Les 14 bandes de textes en hébreu encerclant l'intérieur de la synagogue sont sélectionnées par Wise lui-même et proviennent principalement du Livre des Psaumes.  
Le bâtiment a été très bien conservé. Le plancher, les bancs et la chaire d'origine sont toujours utilisés. Les candélabres et les chandeliers à sept branches originellement au gaz, sont maintenant électriques, mais les structures forgées sont d'origine. L'orgue à tuyaux d'origine, lui-même un instrument unique et historique, construit par la société de Cincinnati "Koehnken and Company" est toujours en place mais nécessite une restauration.   
La synagogue est dédiée le vendredi 24 août 1866. Un journal local écrit alors: « Cincinnati n'a jusqu'à présent jamais connu une telle grandeur en si peu d'espace ». 

## Le fonctionnement du Plum Street Temple

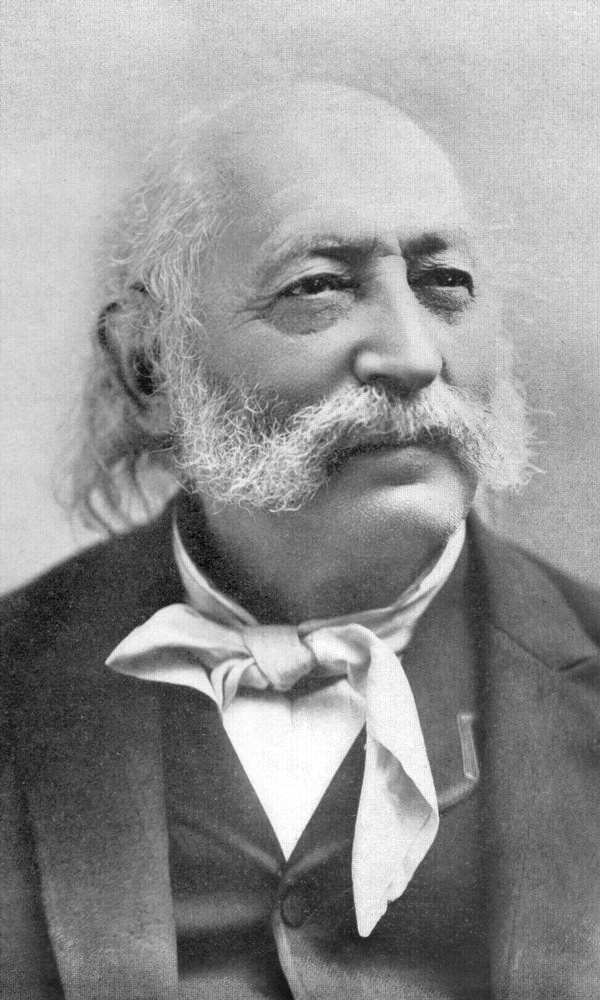
Portrait du rabbin Isaac Mayer Wise

Le rabbin Wise fonde successivement l'Union des congrégations hébraïques américaines, qui deviendra l'Union pour le judaïsme réformé et regroupe tout le mouvement réformé en Amérique du Nord, puis le Hebrew Union College-Jewish Institute of Religion, qui est actuellement la plus ancienne école rabbinique en Amérique. En 1889 il fonde la Conférence centrale des rabbins américains. 
Wise meurt le 26 mars 1900. Sa chaire dans la synagogue est laissée vacante pendant une année et drapée de noir. Le rabbin Grossman lui succède alors en tant que grand-rabbin de la synagogue, puis le rabbin James G. Heller à partir de 1926. Lui succèdent ensuite, le rabbin Samuel Wohl en 1931, le rabbin Albert Goldman en 1966, le rabbin Alan D. Fuchs en 1981 et le rabbin Lewis H. Kamrass en 1989. En 1972, Sally Priesand est la première femme ordonnée rabbin et sert comme rabbin interne pour la communauté.

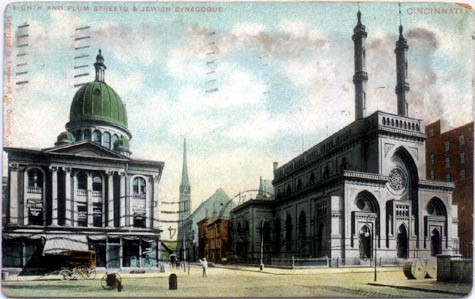
Le Wise Temple avec à gauche, la cathédrale épiscopale Saint Paul, détruite en 1937

En 1927, le Centre Isaac M. Wise ouvre dans la Reading Road et le North Crescent, et la synagogue de la Plum Street, n'est plus utilisée que pour les grandes fêtes et pour les offices d'ordination du Hebrew Union College.
En 1931, la communauté se compose de 908 familles. Pendant les cinq années suivantes, en raison de la Grande Dépression,  le sous-sol de la synagogue sert d'abri à des sans-abri. Plus de 200 hommes y dorment chaque soir. 
Le centre de la Reading Road et le North Crescent est revendu en 1973, et les offices du shabbat sont de nouveau célébrés au Plum Street Temple. 
En 1976 ouvre un nouveau Centre Isaac M. Wise à Amberley Village. Ce centre regroupe toutes les activités administratives, sociales, culturelles et éducatives de la communauté.

## La rénovation du Plum Street Temple
Depuis 1972, le Plum Street Temple est inscrit sur la liste du Registre national des lieux historiques en tant que haut lieu d'intérêt historique et en 1975 sur la liste des National Historic Landmark (Monuments historiques).  L'Association des Amis du Plum Street Temple est créé en 1983. 
En 1994, une campagne est lancée pour réunir des fonds pour la restauration de la synagogue. Elle recueille la somme énorme de 5,8 millions de dollars. 
En 1995, la synagogue est temporairement fermée pour effectuer une restauration importante de 2 millions de dollars, comprenant des travaux structurels importants, la remise en état de l'installation électrique et de l'aménagement intérieur, le tout supervisé par l'Association des Amis du Plum Street Temple. 
Le bâtiment rouvre le 21 juillet 1995 en grande pompe et avec une vitalité retrouvée, en fêtant simultanément les dix ans à la tête de la communauté du rabbin Kamrass. 
Aussitôt après, le Wise Center à Amberley est profondément modifié pour des raisons de sécurité et d'accès aux handicapés et agrandis pour s'adapter à une communauté en forte expansion de 1300 familles. Les travaux du centre sont évalués à 2,5 millions de dollars.

## Galerie

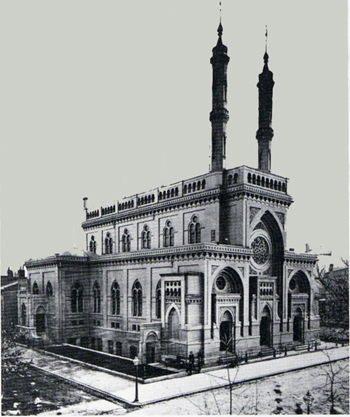
Le Wise Temple au début du XXe siècle